# Großlosnitz
Großlosnitz ist ein Gemeindeteil des Marktes Zell im Fichtelgebirge im Landkreis Hof (Oberfranken, Bayern). Großlosnitz liegt in der Gemarkung Kleinlosnitz.

## Geografie
Beim Dorf entspringt der Föhrigbach, ein linker Zufluss der Sächsischen Saale. Im Norden steigt das Gelände zum Schwabenbühl (602 m ü. NHN) an, im Osten zum Schachtelberg (591 m ü. NHN). Die Kreisstraße HO 19 führt an Erbsbühl vorbei nach Schnackenhof (0,6 km südlich) bzw. zur Kreisstraße HO 18 (1,3 km nördlich). Eine Gemeindeverbindungsstraße führt nach Kleinlosnitz (1 km westlich).

## Geschichte
Der Ort wurde 1317 erstmals urkundlich erwähnt.
Zur Realgemeinde Großlosnitz gehörten Erbsbühl und Schnackenhof. Gegen Ende des 18. Jahrhunderts bestand Großlosnitz aus 24 Anwesen und ein Gemeindehirtenhaus. Die Hochgerichtsbarkeit sowie die Dorf- und Gemeindeherrschaft stand dem bayreuthischen Amt Stockenroth zu. Grundherren waren das Kastenamt Stockenroth (1 Hof, 1 Dreiviertelhof, 2 Halbhöfe, 1 Achtelhof, 5 Halbfrohnhöfe, 7 Viertelfrohnhöfe, 4 Gütlein, 1 Treßhäuslein, 1 Tropfhaus) und die Hofkanzlei Bayreuth (1 Mühle).
Von 1797 bis 1810 unterstand Großlosnitz dem Justiz- und Kammeramt Münchberg. Infolge des Ersten Gemeindeedikts wurde Großlosnitz dem 1812 gebildeten Steuerdistrikt Kleinlosnitz und der zugleich entstandenen die Ruralgemeinde Kleinlosnitz zugewiesen. Im Zuge der Gebietsreform in Bayern wurde Großlosnitz am 1. Juli 1972 nach Zell im Fichtelgebirge eingemeindet.

### Baudenkmäler
- Haus Nr. 13: Steintafel[9]

ehemalige Baudenkmäler
- Haus Nr. 15: Kleinhaus mit Frackdach, wohl noch 18. Jahrhundert, Erdgeschoss massiv. Obergeschoss verschalt, auf der Ostseite ist ein Teil des Daches noch mit Stroh gedeckt.[10]
- Haus Nr. 16: Eingeschossiges, strohgedecktes Satteldachhaus, vermutlich frühes 19. Jahrhundert, zwei Fenster zur Straße. Vorraum im Erdgeschoss gewölbt.[10]
- Haus Nr. 18: Eingeschossiger Wohnstallbau mit strohgedecktem Satteldach, drei Fenster an der Giebelseite, der Sturz der Wohnungstür bezeichnet „1834“.[10]

### Einwohnerentwicklung
| Jahr      | 1799   | 1812  | 1819   | 1861   | 1871   | 1885   | 1900   | 1925   | 1950   | 1961   | 1970   | 1987   | 2005  | 2010  | 2015  |
| Einwohner | 117    | 160 * | 184 *  | 178    | 161    | 139    | 121    | 106    | 121    | 125    | 108    | 101    | 81    | 72    | 68    |
| Häuser    | 23     | 32 *  |        |        |        | 22     | 21     | 21     | 21     | 24     |        | 24     |       |       |       |
| Quelle    | [ 12 ] | [ 7 ] | [ 13 ] | [ 14 ] | [ 15 ] | [ 16 ] | [ 17 ] | [ 18 ] | [ 19 ] | [ 20 ] | [ 21 ] | [ 22 ] | [ 1 ] | [ 1 ] | [ 1 ] |

## Religion
Großlosnitz ist bis heute nach St. Gallus (Zell im Fichtelgebirge) gepfarrt und seit der Reformation evangelisch-lutherisch geprägt.